# التهاب الأنف في شهر العسل
التهاب الأنف في شهر العسل هي حالةٌ يُعاني فيها الشخص المصاب من احتقانٍ في الأنف أثناء الجماع أو الإثارة الجنسيّة.
تحدث هذه الحالة نتيجةً لعوامل وراثية؛ وذلك بسبب وجود نسيج ناعِظ [الإنجليزية] (نسيج انتصابي) في الأنف، والذي يحتقن أثناء الإثارة الجنسية، بصفته أثرًا جانبيًا للإشارات الصادرة عن الجهاز العصبي الذاتي والتي تؤدي إلى حدوث تغيراتٍ في الأعضاء التناسلية لكلٍ من الرجال والنساء.
توجد أيضًا حالةٌ مشابهةٌ تُسمى العطاس في شهر العسل (بالإنجليزية: honeymoon rhinitis)‏، حيث يعطس الأفراد، لدرجةٍ لا يُمكن السيطرة عليها أحيانًا، وذلك عند الانخراط في نشاطٍ جنسي أو حتى التفكير فيه.
إحدى الظواهر التي يُفترض أنها مرتبطة بالتهاب الأنف في شهر العسل هي التأثير الجانبي المتكرر لاحتقان الأنف أثناء استخدام الفياجرا أو مناهضات الفوسفوديستيراز من النوع 5 [الإنجليزية].